# 應用科學大學聯盟
應用科學大學聯盟（英語：Alliance of Universities of Applied Sciences），為香港專上教育中推廣職業專才教育的教育聯盟。

## 歷史
《2023年度香港行政長官施政報告》中提出發展香港成為國際專上教育樞紐，提及預留啟動資金，支援有潛質的專上院校成立「應用科學大學聯盟」，實行聯動推廣，以提升職業專才教育在社會、家長和學生心目中的地位。
「應用科學大學聯盟」於2024年11月11日正式成立，聯盟座談會獲超過80個支持機構，涵蓋企業、商會、業界如香港中華總商會、香港中華廠商聯合會、香港工業總會和香港總商會等。

## 聯盟目標
聯盟已為未來工作定下方向，包括籌辦國際性會議、加強與各地應用科學院校交流合作，以及就專上程度的應用教育展開合作研究等。

## 聯盟院校
正式會員
- 香港都會大學—於2024年3月21日獲教育局批准成為首間香港應用科學大學[4]，同為應用科學大學聯盟秘書處[5]
- 聖方濟各大學—於2024年11月1日獲教育局批准成為應用科學大學[6]

附屬成員
- 東華學院[7]
- 香港高等教育科技學院[8]

## 另見
- 粵港澳高校聯盟
- 自資高等教育聯盟

## 外部連結
- 應用科學大學聯盟正式成立 （页面存档备份，存于）